# Église Notre-Dame-des-Anges de Pondichéry
 (mai 2025).
Si vous disposez d'ouvrages ou d'articles de référence ou si vous connaissez des sites web de qualité traitant du thème abordé ici, merci de compléter l'article en donnant les références utiles à sa vérifiabilité et en les liant à la section « Notes et références ».
L'église Notre-Dame des Anges (Our Lady of Angels Church en anglais, சம்மனசு அன்னை திருத்தலம் (Cammaṉacu aṉṉai tiruttalam) en tamoul, également appelée கப்ஸ் கோயில் (Kaps kōyil), c'est-à-dire « Église des Capucins » en tamoul) est église catholique romaine située à Pondichéry, dans le sud de l'Inde. Elle est la quatrième plus ancienne église de la ville. Le bâtiment actuel a été construit sous Napoléon III en 1855, conçu dans l'architecture néo-classique par l'architecte et ingénieur Louis Guerre. C'est la seule église de la ville de Pondichéry qui propose la messe en trois langues, à savoir le français, le tamoul et l'anglais.
L'église Notre-Dame des Anges est une église en activité avec des offices religieux quotidiens. La paroisse fut initialement fondée par des prêtres capucins, puis sous la responsabilité des Pères du Saint-Esprit et finalement en 1887, elle passa aux mains des Pères des Missions étrangères de Paris. C'est l'un des monuments les plus importants de Pondichéry et fait face au Golfe du Bengale. L'église est située sur la rue Dumas, dans le quartier français (ou « Ville Blanche ») du centre-historique. Pour cette raison, l'église est aussi appelée localement « Dumas Church ».

## Histoire
La première présence des capucins franciscains en Inde eut lieu à Pondichéry en 1632. Des religieux capucins y furent envoyés en tant que chapelains de la Compagnie des Indes orientales. Cette première mission prit fin au bout de deux ans en 1634.
Lorsque François Martin refonde la ville de Pondichéry en 1673, il y invita les capucins français, alors installés à Madras, à venir assurer le service religieux des Français et prêcher auprès des natifs. En 1674, le missionnaire capucin français Cosmos de Gien répond à cette sollicitation et fonde la première mission chrétienne à Pondichéry. C'est en 1707 qu'une première église est bâtie. Devenue vétuste et exiguë, elle laisse place à un second bâtiment construit entre 1739 et 1758. Cette seconde église fut démolie par les Anglais durant la Guerre de Sept Ans, lors du Sac de Pondichéry en 1761. Un troisième édifice est érigé entre 1765 à 1770, dont il subsiste encore la tour du clocher et la nef réaffectée. 
Après 154 ans d'activité, la mission capucine fut confiée aux Pères du Saint-Esprit en 1828, en raison du manque de missionnaires en France métropolitaine. C'est sous les spiritains qu'est construit le quatrième et présent bâtiment en 1855. 
Depuis 1887, la paroisse est à la charge des MEP.

## Voir également
- Louis-François de Bausset - Un prélat français (plus tard élevé au cardinalat) né dans la paroisse de l'église Notre-Dame des Anges